# معركة بوغوينو
معركة بوغوينو (بالبوسنوية: Bitka za Bugojno)‏ دارت بين قوات جيش جمهورية البوسنة والهرسك ومجلس الدفاع الكرواتي للسيطرة على بلدة وبلدية بوغوينو في وسط البوسنة والهرسك من 18 إلى 28 يوليو 1993. كانت منطقة بوغوينو تحت السيطرة المشتركة للواء 307 التابع لجيش جمهورية البوسنة والهرسك ولواء يوجين كفاتيرنيك التابع لمجلس الدفاع الكرواتي منذ بداية حرب البوسنة والهرسك. وقعت أحداث عنف في بوغوينو في أعقاب تصعيد الحرب الكرواتية البوسنية في البلديات المجاورة طوال النصف الأول من عام 1993. وقد نجت بوغوينو من القتال وكان اللواءان المحليان لا يزالان متحالفين رسميا بحلول يونيو 1993 في وقت هجوم جيش جمهورية البوسنة والهرسك في وسط البوسنة والهرسك.
اندلع القتال في المدينة في 18 يوليو. تم فصل قوات مجلس الدفاع الكرواتي التي تجاوز عددها بثلاثة إلى واحد وتم تطويقها في عدة مواقع. تم هزيمة معظمهم في غضون أسبوع من القتال المكثف في الشوارع. استسلمت آخر وحدات مجلس الدفاع الكرواتي في البلدة في 25 يوليو بينما استمر القتال في بقية البلدية لمدة أربعة أيام أخرى. فاز جيش جمهورية البوسنة والهرسك بالسيطرة على البلدية بأكملها. كانت خسائر جيش جمهورية البوسنة والهرسك 92 قتيل و 211 جريح في حين أن مجلس الدفاع الكرواتي قتل منه 107 وجرح 130 وأسر 470. تم تدمير لواء يوجين كفاتيرنيك بشكل فعال في المعركة وفر ما يقدر بنحو 15000 من الكرواتيين. تم اعتقال عدة مئات من أسرى الحرب من مجلس الدفاع الكرواتي والمدنيين في العديد من معسكرات الاعتقال في المدينة بما في ذلك ملعب إسكرا. أطلق سراح آخر السجناء في مارس 1994.
أدانت محكمة البوسنة والهرسك أربعة من مسؤولي جيش جمهورية البوسنة والهرسك ومسؤول واحد في مجلس الدفاع الكرواتي بارتكاب جرائم حرب أثناء المعركة وبعدها. اتهمت المحكمة سلطات جيش جمهورية البوسنة والهرسك في بوغوينو بالمشاركة في عمل إجرامي مشترك ضد المعتقلين الكروات وهو حكم تم إسقاطه عند الاستئناف.

## الخلفية

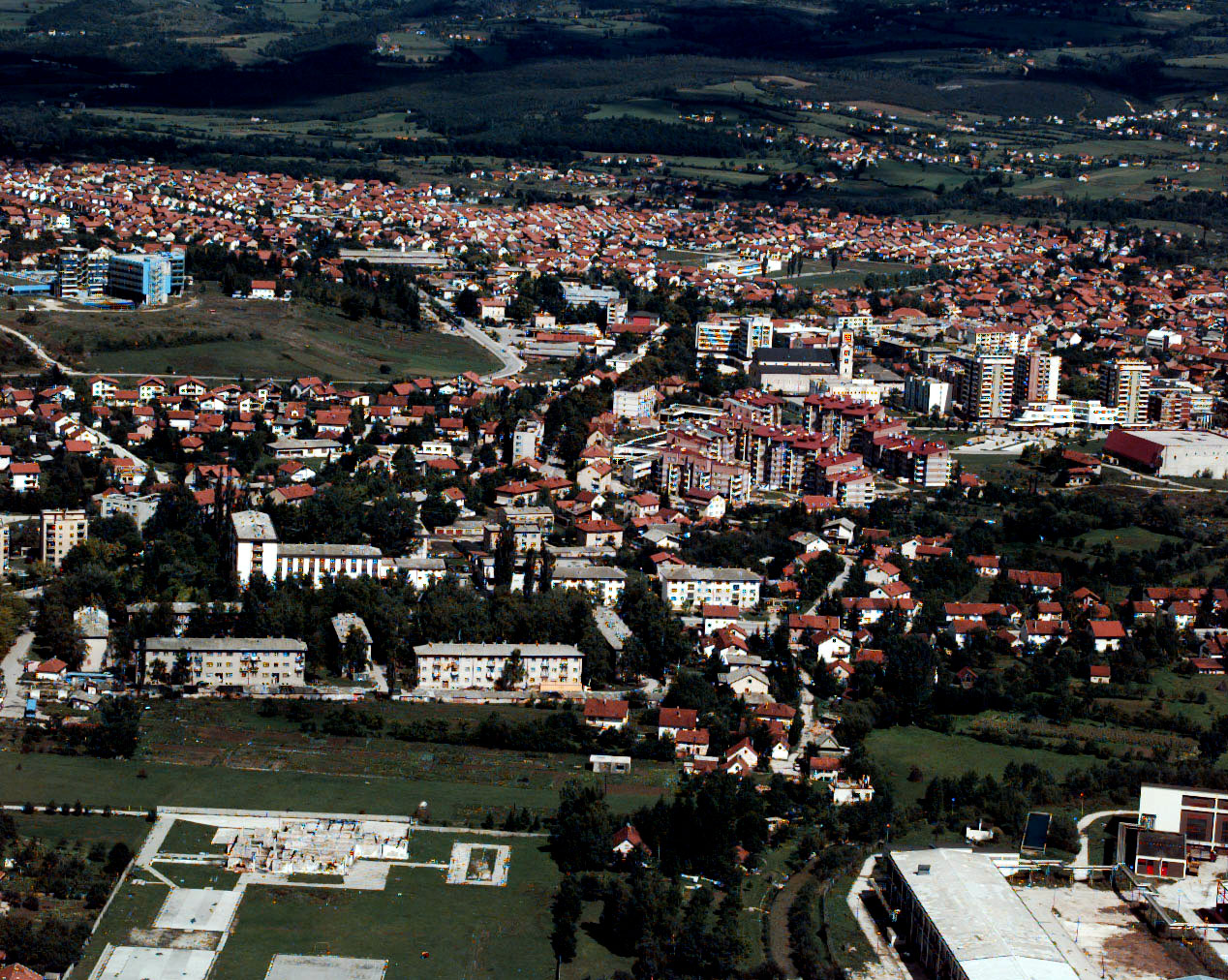
بلدة بوغوينو عام 1996.

في بداية حرب البوسنة والهرسك كانت منطقة بوغوينو وهي بلدة وبلدية في وسط البوسنة تقع على نهر فرباس تحت السيطرة المشتركة لمجلس الدفاع الكرواتي جيش كرواتيا الرئيسي وجيش جمهورية البوسنة والهرسك الجيش البوسني الرئيسي. تعاون الجيشان ضد جيش جمهورية صرب البوسنة. كانت بوغوينو على مفترق طرق طريقين مهمين يربطان الجزء الأوسط من البلاد بمنطقة الهرسك ويؤديان إلى كرواتيا. يوجد بالبلدة مصنع أسلحة ينتج ألغام وقنابل يدوية.
قبل الحرب بلغ عدد سكان بلدية بوغوينو 46889 نسمة 42٪ منهم من البوشناق (مسلمو البوسنة) و 34٪ من الكروات و 18٪ من الصرب. بلغ عدد سكان بلدة بوغوينو 22,641 مواطن وبلغت نسبة البوشناق والكروات والصرب 30٪ لكلٍّ منهم. في الانتخابات البلدية لعام 1990 انتخبت البلدية 21 مندوب عن الاتحاد الديمقراطي الكرواتي للبوسنة والهرسك و 20 مندوب عن حزب العمل الديمقراطي و 9 مندوبين من الحزب الديمقراطي الصربي. كان العمدة المنتخب كرواتيا من اتحاد البوسنة والهرسك الفيدرالي. تغير التوازن العرقي في البلدية بشكل ملحوظ في عام 1992. فر معظم الصرب في بداية حرب البوسنة والهرسك بينما انتقل عدد كبير من اللاجئين البوسنيين والكروات إلى أجزاء أخرى من البلاد.
قامت قوات مجلس الدفاع الكرواتي وقوات الدفاع الإقليمية البوسنية التي تحولت لاحقا إلى جيش جمهورية البوسنة والهرسك بإنشاء نظام دفاع في بوغوينو في وقت مبكر من الحرب. كانت بوغوينو ضمن منطقة مسؤولية اللواء الحزبي التاسع عشر التابع للفرقة الحزبية الثلاثين التابعة لجيش يوغوسلافيا الشعبي. تم صد عدة اعتداءات من قبل جيش يوغوسلافيا الشعبي والذي أصبح فيما بعد جيش جمهورية صرب البوسنة من قبل مجلس الدفاع الكرواتي وجيش جمهورية البوسنة والهرسك طوال عام 1992. سيطر جيش جمهورية صرب البوسنة على البلديات المجاورة دونجي فاكوف وكوبرس والتي استولى عليها جيش يوغوسلافيا الشعبي في أبريل.
في أكتوبر 1992 أدت سلسلة من الحوادث إلى اندلاع قتال مفتوح بين مجلس الدفاع الكرواتي وجيش جمهورية البوسنة والهرسك في نوفي ترافنيك شرق بوغوينو. توصل مجلس الدفاع الكرواتي المحلي في بوغوينو إلى اتفاق مع جيش جمهورية البوسنة والهرسك المحلي بعدم إرسال قواتهم خارج البلدية. تم قطع الطريق المؤدية إلى نوفي ترافنيك. في 26 أكتوبر تم توقيع وقف إطلاق النار في بوغوينو بين ممثلي مجلس الدفاع الكرواتي وجيش جمهورية البوسنة والهرسك. تعتبر اشتباكات أكتوبر بشكل عام بداية الحرب الكرواتية البوسنية.
على الرغم من اندلاع الأعمال العدائية ظل النزاع محليا وكان التحالف العسكري العام لا يزال ساريا. كانت العلاقات بين الكروات والبوشناق في بوغوينو جيدة نسبيا حتى يناير 1993 عندما اشتبك مجلس الدفاع الكرواتي وجيش جمهورية البوسنة والهرسك في غورني فاكوف جنوب شرق بوغوينو. حاول القادة المحليون الحفاظ على التحالف من خلال السماح بحرية الحركة لقوات بعضهم البعض لكن العلاقات استمرت في التدهور.

## القوى المعارضة
كانت بوغوينو ضمن منطقة مسؤولية منطقة عمليات شمال غرب الهرسك لمجلس الدفاع الكرواتي. تأسس لواء يوجين كفاتيرنيك في مايو 1992 في بوغوينو وتم تنظيمه في ثلاث كتائب وسرية شرطة عسكرية وبطارية مدفعية صغيرة مختلطة. كان تحت قيادة إيفيكا لوتشيتش وقدرت قوته من 1000 إلى 1500 جندي. قبل الصراع مع جيش جمهورية البوسنة والهرسك ضم اللواء حوالي 200 من البوشناق في صفوفه.
قام جيش جمهورية البوسنة والهرسك بتعيين بلدية بوغوينو للفيلق الثالث. في مارس 1993 أعاد قائد الفيلق الثالث أنور حاجي جسنوفيتش تنظيم كتائبه إلى أربع مجموعات عملياتية بما في ذلك منطقة عمليات الغرب ومقرها في بوغوينو. كانت منطقة عمليات الغرب تحت قيادة سيلمو سيكوتيتش. كان لواء الجبل 307 المنظم في 4 كتائب متمركز في بوغوينو تحت قيادة طاهر غرانيتش. تم تعبئة اللواء بالكامل ونشر حوالي 3000-3500 جندي مع عدة عشرات من قذائف الهاون. كان سيناد داودفيتش رئيس القيادة الموحدة لجيش جمهورية البوسنة والهرسك بوغوينو.

## المقدمة

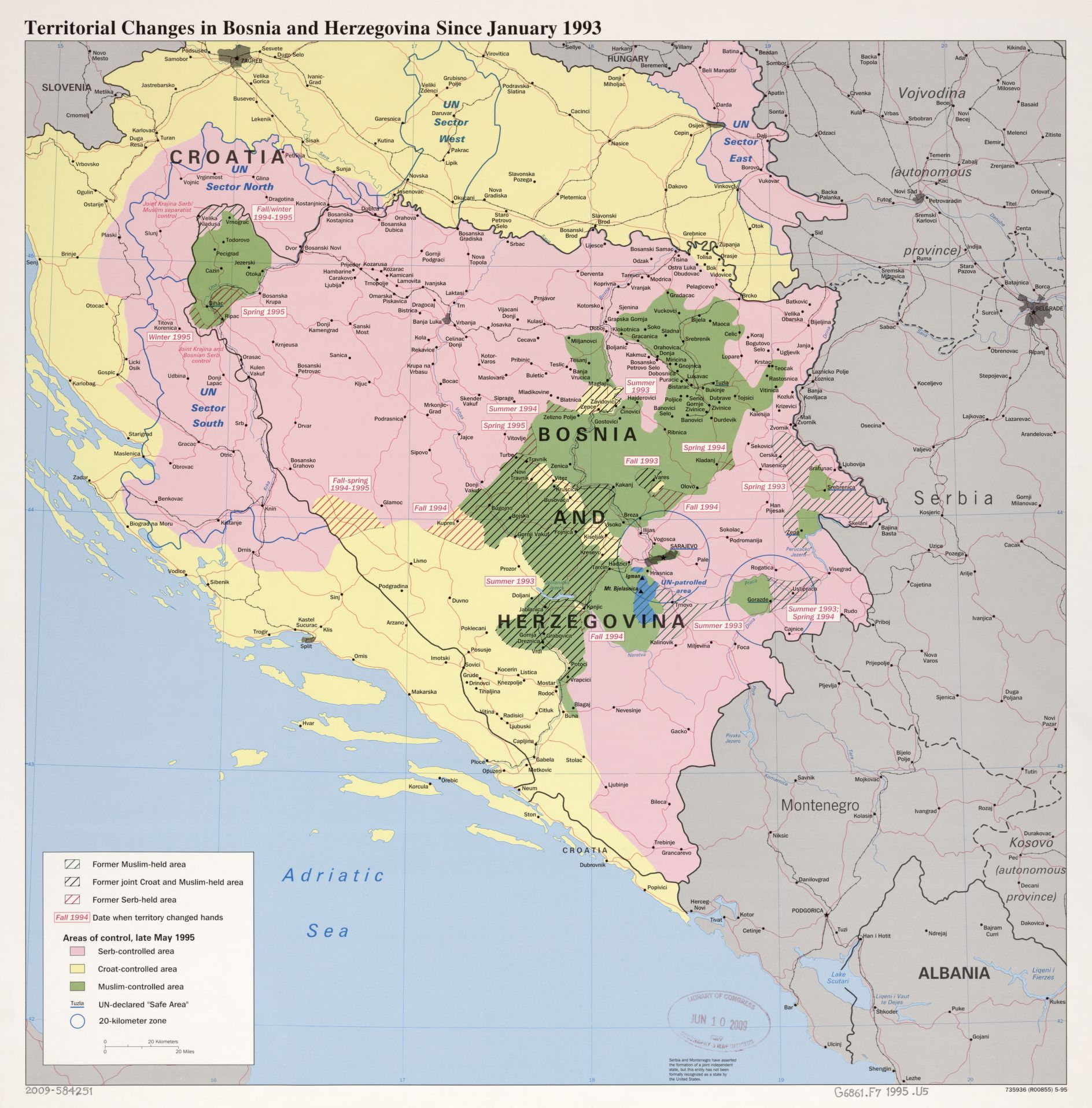
التغييرات الإقليمية في البوسنة والهرسك منذ يناير 1993 تظهر أيضا منطقة بوغوينو.

كانت الحرب الكرواتية البوسنية مستعرة في وسط البوسنة في أبريل وفي الهرسك في مايو 1993. في يونيو 1993 بدأ جيش جمهورية البوسنة والهرسك هجوما ضد مجلس الدفاع الكرواتي في وسط البوسنة وهزم مجلس الدفاع الكرواتي في تراونيك ومعظم بلدية نوفي ترافنيك شمال شرق بوغوينو. ساعد لواء جبل بوغوينو 307 وحدات أخرى من جيش البوسنة والهرسك في القتال في نوفي ترافنيك.
كان هدف جيش جمهورية البوسنة والهرسك هو تأمين الطريق الذي يربط بين يايتسي ودونيي فاكوف الخاضعين لسيطرة جيش جمهورية صرب البوسنة وبوغوينو المتنازع عليه وغورنيي فاكوف ومجلس الدفاع الكرواتي المسيطر على بروزور ويابلانيكا التي يسيطر عليها جيش جمهورية البوسنة والهرسك واستمر جنوبا إلى موستار. السيطرة على مصنع أسلحة سلافكو روديتش في بوغوينو الذي تضرر في وقت سابق من الحرب ولكنه لا يزال يعمل كان أيضا ذا أهمية إستراتيجية.
بحلول يونيو 1993 كان جيش جمهورية البوسنة والهرسك ومجلس الدفاع الكرواتي لا يزالان يسيطران بشكل مشترك على نقاط التفتيش في بوغوينو وحولها. انقسمت الوحدات في يوليو. بحلول ذلك الوقت أدى عدد من حوادث العنف التي ارتكبها المتطرفون من كلا الجانبين إلى زيادة التوترات العرقية. وبلغت الاضطرابات العرقية ذروتها في حدثين: إحراق قرية البوشناق في فربانيا مما أسفر عن سقوط العديد من الضحايا ومقتل شرطيين كرواتيين كانوا أعضاء في الدورية المشتركة.

## المعركة

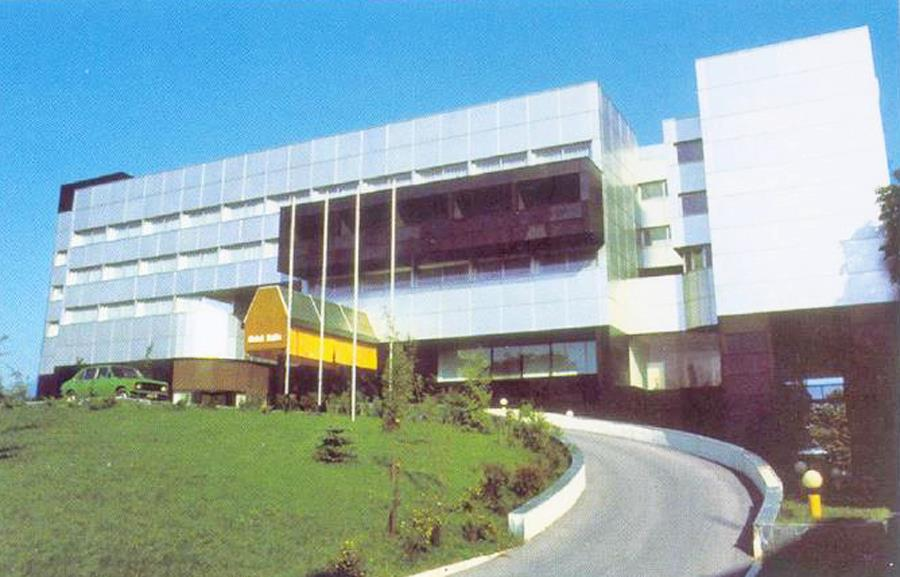
فندق كالين في بوجوينو ، آخر جيب كبير لمقاومة مجلس الدفاع الكرواتي.

بدأت المعركة في صباح يوم 18 يوليو بهجوم لواء 307 من جيش جمهورية البوسنة والهرسك على لواء يوجين كفاتيرنيك من مجلس الدفاع الكرواتي. نظرا لأن عدد كبير من جنود مجلس الدفاع الكرواتي كانوا في إجازة منتشرين خارج بوغوينو فقد قدرت القوة القتالية الفعلية لمجلس الدفاع الكرواتي بما لا يزيد عن 200-400 في المدينة. بعد عدة أيام من القتال العنيف في الشوارع سيطر جيش جمهورية البوسنة والهرسك على معظم المرافق الرئيسية في المدينة بما في ذلك ثكنات لواء يوجين كفاتيرنيك من مجلس الدفاع الكرواتي. تم فصل قوات مجلس الدفاع الكرواتي إلى ثلاثة مواقع. تم تطويق الكتيبة الثالثة من مجلس الدفاع الكرواتي في مدرسة البلدة الابتدائية. استسلمت في 23 يوليو تلتها الكتيبتان الأولى والثانية. كانت سرية الشرطة العسكرية التابعة لمجلس الدفاع الكرواتي المحاصرة في فندق كالين آخر جيب كبير للمقاومة حتى استسلمت في 25 يوليو. استمر القتال جنوب شرق البلدة حتى 29 يوليو.

## فيما بعد
سقط من جيش جمهورية البوسنة والهرسك 92 قتيل و 211 جريح. بينما سقط من مجلس الدفاع الكرواتي 107 قتيل و130 جريح. وفقا لتقرير سبتمبر 1993 من قبل منطقة عمليات الغرب تم القبض على 470 من «أعضاء مجلس الدفاع الكرواتي» أثناء القتال. وأشار التقرير إلى أن 383 منهم كانوا أسرى حرب بينما أفرج عن 66 أسير. أما السجناء ال87 الآخرون الذين لم يتم إدراجهم في قائمة أسرى الحرب فقد اعتبرهم جيش جمهورية البوسنة والهرسك مقاتلين غير نظاميين. فر حوالي 15 ألف كرواتي من البلدية.
تم إعادة تجميع بقايا لواء يوجين كفراتنيك في كتيبة واحدة وتم دمجها لاحقا مع مجلس الدفاع الكرواتي كوبرس وألوية يايتسي في فوج الحرس الوطني رقم 55. اعتبارا من يوليو 1993 تم عزل منطقة عمليات مجلس الدفاع الكرواتي في وسط البوسنة تماما عن مجلس الدفاع الكرواتي في الهرسك ولم تتمكن من تلقي أي كميات كبيرة من الإمدادات العسكرية.
بعد الاستيلاء على بوغوينو واصل جيش جمهورية البوسنة والهرسك هجومه على غورنيي فاكوف في 1 أغسطس على بعد حوالي 20 كيلومتر إلى الجنوب الشرقي واستولى على معظم الجزء الذي يسيطر عليه مجلس الدفاع الكرواتي من البلدية. قام مجلس الدفاع الكرواتي بهجوم مضاد بنجاح محدود. سرعان ما استقر خط المواجهة ويمر عبر بلدة غورنيي فاكوف.

### جرائم الحرب والملاحقة القضائية
في عامي 1993 و 1994 توصلت رئاسة بوغوينو بجمهورية البوسنة والهرسك في زمن الحرب إلى قرار لإنشاء معسكر اعتقال للمقاتلين الأعداء الأسرى في ملعب كرة القدم «لوك» حيث يوجد 294 من مجلس الدفاع الكرواتي. تم احتجاز السجناء لمدة ثمانية أشهر وتعرضوا للإيذاء النفسي والجسدي. كما تم طرد الآلاف من المدنيين الكروات من بوغوينو في عامي 1993 و 1994 من قبل جيش جمهورية البوسنة والهرسك.
اعتُقل مدنيون من البوشناق من مستوطنة فربانيا وأجزاء أخرى من البلدية في فندق «أكفاريوم» في بوغوينو أثناء معركة يوليو 1993. نفذت الاعتقالات وحدة الأغراض الخاصة التابعة لمجلس الدفاع الكرواتي غارافي. تعرض السجناء للإيذاء والضرب وقتل سجين واحد. تم اعتقال عدة مئات من جنود مجلس الدفاع الكرواتي والمدنيين الكروات الذين تم أسرهم خلال المعركة من قبل جيش جمهورية البوسنة والهرسك في مختلف مرافق الاحتجاز في بوغوينو حيث تعرضوا للاعتداء الجسدي. أطول مرفق اعتقال مفتوح كان ملعب إيسكرا الذي تم تحويله إلى معسكر اعتقال في أغسطس 1993. كان هناك حوالي 300 سجين كرواتي محتجزين هناك لمدة ثمانية أشهر. تم أخذهم لأداء أعمال السخرة واستخدامهم كدروع بشرية. استمر المعسكر حتى 19 مارس 1994 حيث بلغ عدد معتقلوه 292 معتقل. قُتل ما لا يقل عن 24 سجين في مرافق الاحتجاز في بوغوينو.
بعد الحرب قدرت قوة الاستقرار في البوسنة والهرسك في عام 1997 أن التكوين العرقي للبلدية كان 38000 (94٪) من البوشناق و2000 (5٪) من الكروات و 400 (1٪) من الصرب.
قدمت محكمة البوسنة والهرسك والمحكمة الجنائية الدولية ليوغوسلافيا السابقة عدة لوائح اتهام بشأن تهم جرائم الحرب التي ارتكبت أثناء المعركة وبعدها. في محاكمة أمير كوبورا وأنور حاجي حسنوفيتش القائد السابق للفيلق الثالث لجيش جمهورية البوسنة والهرسك أدانت المحكمة الجنائية الدولية ليوغوسلافيا السابقة حاجي حسنوفيتش في الحكم الابتدائي الصادر في مارس 2006 في جملة أمور لفشله في اتخاذ التدابير المناسبة لمنع الجرائم ضد المعتقلين في بوغوينو. نقضت محكمة الاستئناف بعض الأحكام التي توصلت إليها المحكمة الابتدائية بما في ذلك التهم المتعلقة ببوغوينو وخففت عقوبته إلى ثلاث سنوات ونصف في أبريل 2008.
سلافكو تشاكيتش عضو وحدة الأغراض الخاصة في مجلس الدفاع الكرواتي غارافي أقر بالذنب لنهب وتعذيب السجناء البوسنيين وقتل أحد السجناء. وأدين في سبتمبر 2008 بالسجن لمدة 8 سنوات و 6 أشهر من قبل محكمة البوسنة والهرسك.
حكمت محكمة البوسنة والهرسك على أنيس هانجيتش مساعد قائد الأمن في اللواء 307 بجيش جمهورية البوسنة والهرسك بالسجن ثماني سنوات في مايو 2011 بعد أن أقر بأنه مذنب لإجبار المحتجزين على أداء العمل ولعدم اتخاذ الإجراءات اللازمة لمنع الجرائم ضد المعتقلين.
بدأت المحاكمة في قضية «بوغوينو الثلاثة» المتعلقة بنيسفيت غاسال ومصعب كوكافيتشا وسيناد داودفيتش في فبراير 2008 وأعيدت المحاكمة في عام 2013. وفي نوفمبر 2011 في الحكم الابتدائي أدانت محكمة البوسنة والهرسك سيناد داودفيتش رئيس جيش جمهورية البوسنة والهرسك بوغوينو بالسجن 13 عام ونيسفيت غاسال حارس معسكر ملعب إيسكرا بالسجن 6 سنوات. وقضت المحكمة بأن سيناد داودفيتش شارك في عمل جنائي مشترك ضد محتجزين من أصل كرواتي. وفقا للحكم تورط المشروع الإجرامي المشترك في رئاسة بلدية بوغوينو في زمن الحرب حيث كان جواد ملاتشو رئيسا وأركان دفاع بوغوينو واللواء 307 بجيش جمهورية البوسنة والهرسك ومجموعة عمليات الغرب لجيش جمهورية البوسنة والهرسك. تم إلغاء حكم المحكمة في ديسمبر 2012 وأمر بإعادة المحاكمة أمام محكمة الاستئناف. في ديسمبر 2013 خفضت محكمة الاستئناف في محكمة البوسنة والهرسك عقوبة داودفيتش إلى سبع سنوات ونيسفيت غاسال إلى أربع سنوات بينما حكم على مصعب كوكافيتشا قائد الأمن في ملعب إيسكرا بالسجن أربع سنوات. في عام 2015 حُكم على داودفيتش بالسجن 7 سنوات بتهمة ارتكاب جرائم حرب ضد الجرحى وأسرى الحرب في بوغوينو. حُكم على غاسال وكوكافيتشا بالسجن 4 سنوات. بالإضافة إلى ذلك حُكم على علي أوسميتش بالسجن 3 سنوات.